# مارسيل غروين
مارسيل غروين هو سياسي هولندي، ولد في 2 نوفمبر 1945 في أمستردام في مملكة هولندا. نشط حزبياً في الحزب الديمقراطي.